# Rick Gomez
Richard Harper „Rick” Gomez (n. 1 iunie 1972, Bayonne, New Jersey, SUA) este un actor american.